# Khadim N'Diaye
Khadim N'Diaye (Dakar, 30 november 1984) is een Senegalees voetballer die speelt als doelman. In november 2020 verruilde hij Génération Foot voor Horoya AC. N'Diaye maakte in 2010 zijn debuut in het Senegalees voetbalelftal.

## Clubcarrière
N'Diaye speelde in de jeugd van Espoir Saint Louis en brak ook door bij die club. In 2007 maakte hij de overstap naar Casa Sports. Hier speelde hij twee seizoenen alvorens hij de overstap maakte naar ASC Linguère. Bij deze club speelde de doelman zich in het nationale elftal. Kalmar FF huurde de Senegalees in 2012. Tot een optreden in Zweedse dienst kwam het niet en na zijn terugkeer nam ASC Diaraf de doelman over. Eind 2013 verruilde N'Diaye deze club voor Horoya AC in Guinee. Na vijf seizoenen in dat land keerde hij terug naar Senegal, waar hij voor Génération Foot ging spelen. Horoya AC haalde N'Diaye in november 2020 weer terug, nadat hij transfervrij kon vertrekken bij Génération Foot.

## Interlandcarrière
N'Diaye maakte zijn debuut in het Senegalees voetbalelftal op 3 maart 2010, toen met 0–2 gewonnen werd van Griekenland. Mamadou Niang opende de score en Guirane N'Daw zorgde voor de tweede treffer. N'Diaye mocht van bondscoach Amara Traoré in de basis beginnen en hij speelde de volledige negentig minuten mee. N'Diaye werd in mei 2018 door bondscoach Aliou Cissé opgenomen in de selectie van Senegal voor het wereldkampioenschap in Rusland Senegal was ingedeeld in groep H, samen met Polen, Colombia en Japan. Na een 2–1 zege op Polen speelde de West-Afrikaanse ploeg met 2–2 gelijk tegen Japan, waarna in de slotwedstrijd met 1–0 verloren werd van groepswinnaar Colombia. De selectie van bondscoach Cissé eindigde in punten en doelpunten exact gelijk met nummer twee Japan, maar moest desondanks toch naar huis: Senegal werd het eerste land dat op basis van de Fair Play-regels werd uitgeschakeld, omdat de ploeg meer gele kaarten kreeg dan Japan. N'Diaye speelde mee in alle drie de wedstrijden.
| Interlands van Khadim N'Diaye voor Senegal | Interlands van Khadim N'Diaye voor Senegal | Interlands van Khadim N'Diaye voor Senegal | Interlands van Khadim N'Diaye voor Senegal | Interlands van Khadim N'Diaye voor Senegal | Interlands van Khadim N'Diaye voor Senegal | Interlands van Khadim N'Diaye voor Senegal |
| №                                          | Datum                                      | Wedstrijd                                  | Uitslag                                    | Competitie                                 | Goals                                      |                                            |
| Als speler bij ASC Linguère                | Als speler bij ASC Linguère                | Als speler bij ASC Linguère                | Als speler bij ASC Linguère                | Als speler bij ASC Linguère                | Als speler bij ASC Linguère                | Als speler bij ASC Linguère                |
| ------------------------------------------ | ------------------------------------------ | ------------------------------------------ | ------------------------------------------ | ------------------------------------------ | ------------------------------------------ | ------------------------------------------ |
| 1                                          | 3 maart 2010                               | Griekenland – Senegal                      | 0 – 2                                      | Vriendschappelijk                          |                                            |                                            |
| 2                                          | 10 mei 2010                                | Mexico – Senegal                           | 1 – 0                                      | Vriendschappelijk                          |                                            |                                            |
| 3                                          | 11 augustus 2010                           | Senegal – Kaapverdië                       | 1 – 0                                      | Vriendschappelijk                          |                                            |                                            |
| 4                                          | 5 september 2010                           | Congo-Kinshasa – Senegal                   | 2 – 4                                      | AK 2012 kwalificatie                       |                                            |                                            |
| 5                                          | 9 oktober 2010                             | Senegal – Mauritanië                       | 7 – 0                                      | AK 2012 kwalificatie                       |                                            |                                            |
| 6                                          | 17 november 2010                           | Senegal – Gabon                            | 2 – 1                                      | Vriendschappelijk                          |                                            |                                            |
| 7                                          | 26 maart 2011                              | Senegal – Kameroen                         | 1 – 0                                      | AK 2012 kwalificatie                       |                                            |                                            |
| 8                                          | 11 november 2011                           | Guinee – Senegal                           | 1 – 4                                      | Vriendschappelijk                          |                                            |                                            |
| 9                                          | 15 januari 2012                            | Senegal – Kenia                            | 1 – 0                                      | Vriendschappelijk                          |                                            |                                            |
| 10                                         | 29 januari 2012                            | Libië – Senegal                            | 2 – 1                                      | AK 2012                                    |                                            |                                            |
| Als speler bij ASC Diaraf                  |                                            |                                            |                                            |                                            |                                            |                                            |
| 11                                         | 16 maart 2013                              | Senegal – Libië                            | 0 – 4                                      | Vriendschappelijk                          |                                            |                                            |
| 12                                         | 6 juli 2013                                | Senegal – Mauritanië                       | 1 – 0                                      | CHAN 2014 kwalificatie                     |                                            |                                            |
| 13                                         | 20 juli 2013                               | Mauritanië – Senegal                       | 2 – 0                                      | CHAN 2014 kwalificatie                     |                                            |                                            |
| 14                                         | 8 september 2015                           | Zuid-Afrika – Senegal                      | 1 – 0                                      | Vriendschappelijk                          |                                            |                                            |
| Als speler bij Horoya AC                   |                                            |                                            |                                            |                                            |                                            |                                            |
| 15                                         | 29 maart 2016                              | Niger – Senegal                            | 1 – 2                                      | AK 2017 kwalificatie                       |                                            |                                            |
| 16                                         | 28 mei 2016                                | Rwanda – Senegal                           | 0 – 2                                      | Vriendschappelijk                          |                                            |                                            |
| 17                                         | 4 juni 2016                                | Burkina Faso – Senegal                     | 0 – 2                                      | AK 2017 kwalificatie                       |                                            |                                            |
| 18                                         | 3 september 2016                           | Senegal – Namibië                          | 2 – 0                                      | AK 2017 kwalificatie                       |                                            |                                            |
| 19                                         | 8 januari 2017                             | Libië – Senegal                            | 1 – 2                                      | Vriendschappelijk                          |                                            |                                            |
| 20                                         | 23 januari 2017                            | Senegal – Algerije                         | 2 – 2                                      | AK 2017                                    |                                            |                                            |
| 21                                         | 2 september 2017                           | Senegal – Burkina Faso                     | 0 – 0                                      | WK 2018 kwalificatie                       |                                            |                                            |
| 22                                         | 5 september 2017                           | Burkina Faso – Senegal                     | 2 – 2                                      | WK 2018 kwalificatie                       |                                            |                                            |
| 23                                         | 7 oktober 2017                             | Kaapverdië – Senegal                       | 0 – 2                                      | WK 2018 kwalificatie                       |                                            |                                            |
| 24                                         | 10 november 2017                           | Zuid-Afrika – Senegal                      | 0 – 2                                      | WK 2018 kwalificatie                       |                                            |                                            |
| 25                                         | 31 mei 2018                                | Luxemburg – Senegal                        | 0 – 0                                      | Vriendschappelijk                          |                                            |                                            |
| 26                                         | 11 juni 2018                               | Zuid-Korea – Senegal                       | 0 – 2                                      | Vriendschappelijk                          |                                            |                                            |
| 27                                         | 19 juni 2018                               | Polen – Senegal                            | 1 – 2                                      | WK 2018                                    |                                            |                                            |
| 28                                         | 24 juni 2018                               | Japan – Senegal                            | 2 – 2                                      | WK 2018                                    |                                            |                                            |
| 29                                         | 28 juni 2018                               | Senegal – Colombia                         | 0 – 1                                      | WK 2018                                    |                                            |                                            |

Bijgewerkt op 15 mei 2025.